# Motoi Sakuraba
 (octobre 2019).
Si vous disposez d'ouvrages ou d'articles de référence ou si vous connaissez des sites web de qualité traitant du thème abordé ici, merci de compléter l'article en donnant les références utiles à sa vérifiabilité et en les liant à la section « Notes et références ».
Motoi Sakuraba (桜庭 統, Sakuraba Motoi), né le 5 août 1965, est un compositeur de musiques pour de nombreuses séries de jeux vidéo japonais, de séries anime, et de séries TV ainsi que des albums de rock progressif.
Il a notamment composé les bandes originales du jeu Dark Souls et des séries Tales of, Star Ocean, Baten Kaitos, Valkyrie Profile et Golden Sun.

## Biographie
Motoi Sakuraba est né dans la préfecture d'Akita au Japon. Il est marié et a une fille.
Il perce sur la scène musicale en tant que compositeur et claviériste dans le groupe de rock progressif Deja-Vu, qui sort un unique album Baroque in the Future en 1988. Par la suite le groupe se sépare et Sakuraba sort un album solo, Gikyoku Onsou, en 1990.
Fin 1989 il commence à travailler en tant que compositeur principal pour Wolf Team, une filiale de Telenet Japan. En 1994 un ancien compositeur, réalisateur et producteur de Wolf Team, Masaaki Uno, est embauché chez Camelot Software Planning en tant que coordinateur et directeur sonore. Il emploie alors Sakuraba en tant que compositeur pour tous les jeux Camelot, édités notamment par Sony, Sega et Nintendo. En 1995, Wolf Team développe le jeu à succès Tales of Phantasia pour Namco, inaugurant alors la troisième série de jeux vidéo la plus populaire au Japon derrière Dragon Quest et Final Fantasy.
Wolf Team continue à développer des jeux de la série des Tales of en gardant Sakuraba (et leur autre compositeur maison Shinji Tamura), avant de fusionner avec la filiale Namco Telenet en 2003 pour créer Namco Tales Studio.
En 1995, l'ex-réalisateur et producteur Jun Asanuma ainsi que l'auteur et programmeur de Tales of Phantasia Yoshiharu Gotanda s'associent pour fonder tri-Ace avec le soutien financier d'Enix. Ils créent alors la série Star Ocean et employant Sakuraba sur tous les jeux. En 1999, Hiroya Hatsushiba, designer sonore de longue date de Sakuraba et programmeur, ancien membre de Wolf Team et de tri-Ace, fonde tri-Crescendo en continuant à contribuer au travail sonore des jeux tri-Ace. En 2001 tri-Crescendo commence le développement de Baten Kaitos avec Monolith Soft,  puis crée Eternal Sonata en solo avec le soutien financier de Namco. Hatsushiba y officie en tant que réalisateur et programmeur principal, et Sakuraba en tant que compositeur.
Sakuraba est régulièrement contacté pour composer des musiques pour d'autres médias à travers son entreprise TEAM Entertainment fondée en 1999 pour promouvoir et publier le travail d'artistes.
En juillet 2003, il interprète à Tokyo des versions prog rock des musiques des jeux Star Ocean: Till the End of Time et Valkyrie Profile.

## Œuvres

### Albums
- Baten Kaitos ~Eternal Wings and the Lost Ocean~ Original Soundtrack
- Baten Kaitos II ~The First Wings and Heirs of God~ Original Soundtrack
- Duel Masters ~Birth of Super Dragon~ Original Soundtrack
- @Midi's Summer (various)
- @Midi's Dance (various)
- @Midi's Battle (various)
- @Midi's Freedom (various)
- Genso-maden Saiyuki Original Soundtrack Volume 1
- Genso-maden Saiyuki Original Soundtrack Volume 2
- Star Ocean EX Original Soundtrack Volume 1
- Star Ocean EX Original Soundtrack Volume 2
- Tales of Arise Soundtrack
- Tales of Berseria Soundtrack
- Tales of Destiny Soundtrack
- Tales of Destiny II Original Soundtrack
- Tales of Eternia Original Soundtrack
- Tales of Eternia « The Animation » Original Soundtrack
- Tales of Eternia Remaster Audio
- Tales of Phantasia Original Soundtrack Complete Version
- Tales of Symphonia Original Soundtrack
- Tales of Symphonia II : Dawn Of The New World Original Soundtrack
- Tales of Rebirth Original Soundtrack
- Tales of Symphonia Dawn of the New World Original Soundtrack
- Tales of Vesperia Original Soundtrack
- Tales of the Tempest Original Soundtrack
- Tales of Graces Original Soundtrack
- King's Boards (various)
- Arcus II Silent Symphony
- Progressive Battle 1988 (Déjà Vu, live compilation)
- Baroque in the Future (Déjà Vu)
- Forest of Glass (Album solo)
- Pazzo Fanfano di Musica (compilation)
- Sing!! Sega Game Music (compilation)
- FZ Series « AXIS »
- Maneuver Cepter « GRANADA »
- Zan Kagerou no Toki
- Gikyoku Onsou (solo work)
- Beyond the Beyond Original Game Soundtrack
- Star Ocean Perfect Sound Collection
- Shining the Holy Ark Original Soundtrack
- Star Ocean: Second Story Arrange Album
- Force of Light
- Shining Force III Original Soundtrack
- Valkyrie Profile Lenneth Original Soundtrack
- Valkyrie Profile Arrange Album
- Valkyrie Profile Voice Mix Arrange
- Valkyrie Profile 2 Silmeria Original Soundtrack Vol. 1
- Valkyrie Profile 2 Silmeria Original Soundtrack Vol. 2
- Valkyrie Profile 2 Silmeria Arrange Album
- Shin Megami Tensei: Devil Children Game Music Arrange Tracks
- Star Ocean Perfect Sound Collection
- Star Ocean Blue Sphere Arrange & Sound Trax
- Star Ocean The Second Story Arrange Album
- Star Ocean The Second Story Fantasy Megamix
- Star Ocean Till the End of Time Arrange Album
- Star Ocean Till the End of Time Voice Mix Arrange
- Star Ocean The Last Hope Original Soundtrack
- Star Ocean The Last Hope Arrange Soundtrack
- Melody of Legend: Chapter of Dream (compilation)
- Melody of Legend: Chapter of Love (compilation)
- Motoi Sakuraba Live Concert « Star Ocean & Valkyrie Profile » (CD&DVD)
- Trusty Bell Original Score (Eternal Sonata)
- Infinite Undiscovery Original Soundtrack
- Valhalla Knights Eldar Saga Original Soundtrack

### Jeux
Pour Wolfteam (filiale de Telenet)
- Tales of Phantasia (publié par Namco)
- Tales of Destiny (publié par Namco)
- Tales of Eternia (publié par Namco)
- Tales of Destiny 2 (publié par Namco)
- Arcus Odyssey
- Arcus Spirits (publié par Sammy)
- Arcus I-II-III
- Arcus 2: Silent Symphony
- Arcus 3
- Earnest Evans
- Anet Futatabi
- El Viento
- Maneuver Cepter Granada
- Goh
- Goh 2
- Zan II Spirits
- Zan III Spirits
- Zan: Yaksa Enbukyoku
- Zan: Kagerou no Toki
- Zan: Youen no Jidai (publié par Taito)
- Zan Gear
- Fhey Area: Century of the Gods
- Sol-Feace (Sol-Deace)
- Devastator
- Final Zone Senki: AXIS
- Hiouden 1 & 2
- Hiouden: Maou Tachi to no Chikai
- Cybernetic Empire
- D - European Mirage
- Niko²

Pour Telenet
- Ace o Nerae!
- Tenshi no Uta: Shiroki Tsubasa no Inori
- Parlor Parlor Series

Pour Namco Tales Studio (filiale de Namco et Telenet)
- Tales of Symphonia
- Tales of Tactics
- Tales of Rebirth
- Tales of Breaker
- Tales of Commons
- Tales of the Abyss
- Tales of Wahrheit
- Tales of the Tempest (codéveloppé par Dimps)
- Tales of the World: Material Dungeon
- Tales of Symphonia: Dawn of the New World
- Tales of Vesperia
- Tales of Hearts
- Tales of Xillia

Pour Camelot Software Planning
- Golden Sun (publié par Nintendo)
- Golden Sun : l'Âge perdu (publié par Nintendo)
- Golden Sun: Obscure Aurore (publié par Nintendo)
- Shining the Holy Ark (publié par Sega)
- Shining Force III (publié par Sega)
- Beyond the Beyond (publié par Sony)
- Minna no Golf (ou Hotshot Golf, Everybody's Golf) (publié par Sony)
- Mario Golf N64/GB (publié par Nintendo)
- Mario Tennis N64/GB (publié par Nintendo)
- Mario Golf: Toadstool Tour (publié par Nintendo)
- Mario Golf: Advance Tour (publié par Nintendo)
- Mario Power Tennis (publié par Nintendo)
- Mario Tennis: Power Tour (publié par Nintendo)
- Mario Golf: World Tour (publié par Nintendo)
- Mario Tennis Open (publié par Nintendo)
- Mario Sports Superstars (publié par Nintendo)

Pour tri-Ace
- Star Ocean: Till the End of Time (publié par Enix)
- Star Ocean (publié par Enix)
- Star Ocean: The Second Story (publié par Enix)
- Star Ocean: Blue Sphere (publié par Enix)
- Valkyrie Profile (publié par Enix)
- Valkyrie Profile 2: Silmeria (publié par Square-Enix)
- Infinite Undiscovery (publié par Square-Enix)
- Star Ocean: The Last Hope (publié par Square-Enix)
- Resonance of Fate, en collaboration avec Kouhei Tanaka (publié par Sega)
- Star Ocean: Integrity and Faithlessness (publié par Square-Enix)
- Star Ocean: The Divine Force (publié par Square-Enix)

Pour tri-Crescendo
- Baten Kaitos : Les Ailes éternelles et l'Océan perdu (co-développé avec Monolith Soft, édité par Namco)
- Baten Kaitos Origins (co-développé avec Monolith Soft, édité par Namco)
- Eternal Sonata (édité par Bandai Namco)

Pour From Software
- Dark Souls (Xbox360, PS3 et PC)
- Dark Souls II (Xbox 360, PS3 et PC) en collaboration avec Yuka Kitamura
- Dark Souls III (Xbox One, PS4 et PC) en collaboration avec Yuka Kitamura

Pour Game Arts (HAL Laboratory)
- Super Smash Bros Brawl (avec d'autres, tel que Koji Kondo)
- Super Smash Bros. for Nintendo 3DS / for Wii U (avec d'autres, tel que Koji Kondo)
- Super Smash Bros. Ultimate

Pour Project Sora
- Kid Icarus: Uprising

Pour Bandai Namco Games (anciennement Namco Tales Studio)
- Tales of Xillia 2
- Tales of Zestiria (avec Go Shiina)
- Tales of Berseria
- Tales of Arise

Pour Rabbit & Bear Studios
- Eiyuden Chronicle: Hundred Heroes (avec Michiko Naruke)

### Animes
- Genso Maden Saiyuki
- Star Ocean EX
- Atashinchi
- Weiß Kreuz Glühen
- Boukenyuki Pluster World
- Tales of Zestiria the X

### Séries télévisées
- TV Asahi Weekend Drama Series
- Cyber Bi-Shoujo Teromea
- Vanny Knights

### Films
- Blue Remains (film en 3D)